# Pleurodasys helgolandicus
Pleurodasys helgolandicus is een buikharige uit de familie Cephalodasyidae. Het dier komt uit het geslacht Pleurodasys. Pleurodasys helgolandicus werd in 1927 voor het eerst wetenschappelijk beschreven door Remane. 